# 霸权之后
《霸权之后：世界政治经济中的合作与纷争》（英語：After Hegemony: Cooperation and Discord in the World Political Economy）是美国学者羅伯特·基歐漢创作的一本关于国际关系的书，1984年由普林斯顿大学出版社出版。